# Piazza Alberica
Piazza Alberica è la piazza storica più grande e importante di Carrara. La zona in cui si trova, un tempo disabitata, era l'antica Platea Porcorum, il luogo dove si svolgeva il mercato del bestiame.
Il nome di piazza Alberica deriva da Alberico I Cybo-Malaspina, che la ristrutturò nella seconda metà del Cinquecento rendendola il nuovo luogo del potere economico della città.

## Storia

### XVI secolo ("Carrara nova")
Il 10 maggio del 1557 venne posata la prima pietra delle fondamenta delle nuova mura di "Carrara nova", progetto urbanistico sviluppato dal giovane Alberico e volto a consolidare la sua immagine di Signore assoluto di Massa e Carrara. Questo evento diede inizio ad una serie di modifiche urbane che segneranno nel profondo la città. Venne ridisegnato completamente l'assetto urbano e furono eretti nuovi edifici che si affacciavano su strade e piazze di nuova costruzione.
Nello stesso anno, iniziarono i lavori della costruzione di Piazza Alberica come nuovo baricentro simbolico e centro del potere economico cittadino.
La città venne completamente ridisegnata, con una struttura urbana molto diversa rispetto al più antico nucleo medievale. Con la diffusione dei nuovi edifici destinati a residenza privata di una sola famiglia, la città subì inoltre una vera e propria suddivisione in ceti sociali. Si costituirono dunque delle zone dedicate alle sole famiglie più abbienti, che perlopiù erano ricchi commercianti del marmo e nobili. Le zone al di là del Carrione incominciarono invece a essere popolate dai ceti più poveri (lavoratori dipendenti, artigiani).

### XVII secolo
Nel Seicento vennero costruite delle strade che ebbero il compito di sfociare in punti focali in modo tale da attirare l'attenzione sugli edifici più importanti dell'epoca: uno degli esempi è il palazzo del Medico.
Nella piazza, presso il bar della Borsa, il martedì era momento di ritrovo per i commercianti che discutevano e conducevano il commercio di marmi, bestiame, vino, prodotti agricoli e tronchi di faggio destinati alla costruzione delle lizze per trasportare il marmo fino a valle.

## Descrizione

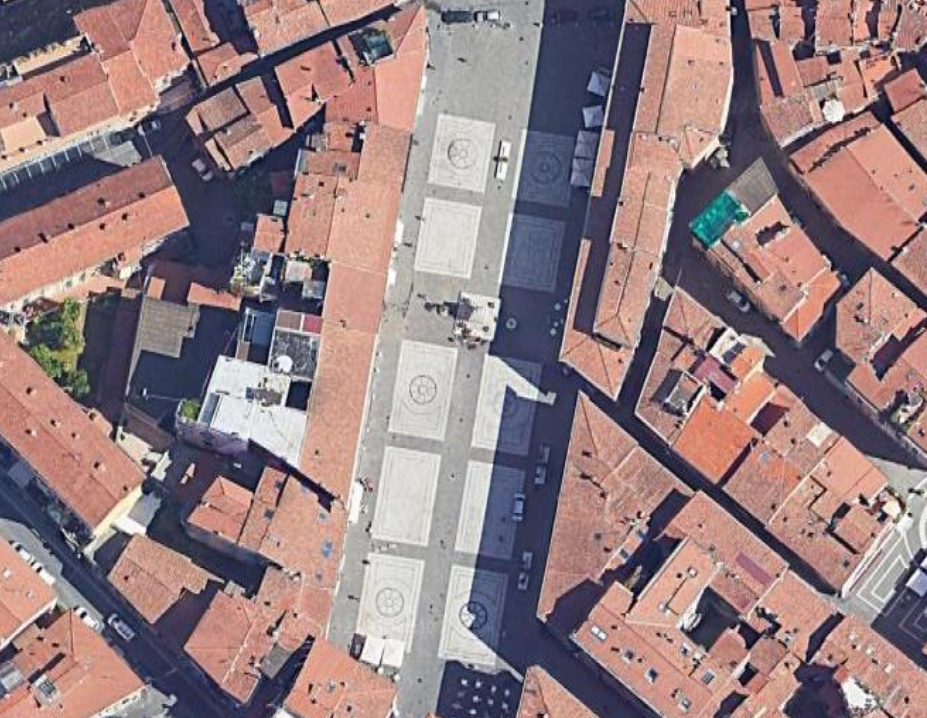
Foto aerea di piazza Alberica

La piazza è di forma rettangolare ed è circondata da palazzi appartenenti all'epoca rinascimentale e barocca, caratterizzati dai loro intensi colori rosa, rosso e giallo. Ogni anno viene rievocata la "Posa della Prima Pietra di Carrara Nova o Cybea", avvenuta il 10 maggio 1557.
Al centro si trova una fontana con vasca e leone in marmo, sormontata da una grande statua della Duchessa Maria Beatrice d'Este (eseguita nell'anno 1824 dallo scultore carrarese Pietro Fontana) che si erge sopra un alto piedistallo ornato da bassorilievi.
La pavimentazione della piazza include dieci riquadri con marmo bianco estratto dalle vicine cave delle Alpi Apuane.

### Palazzi

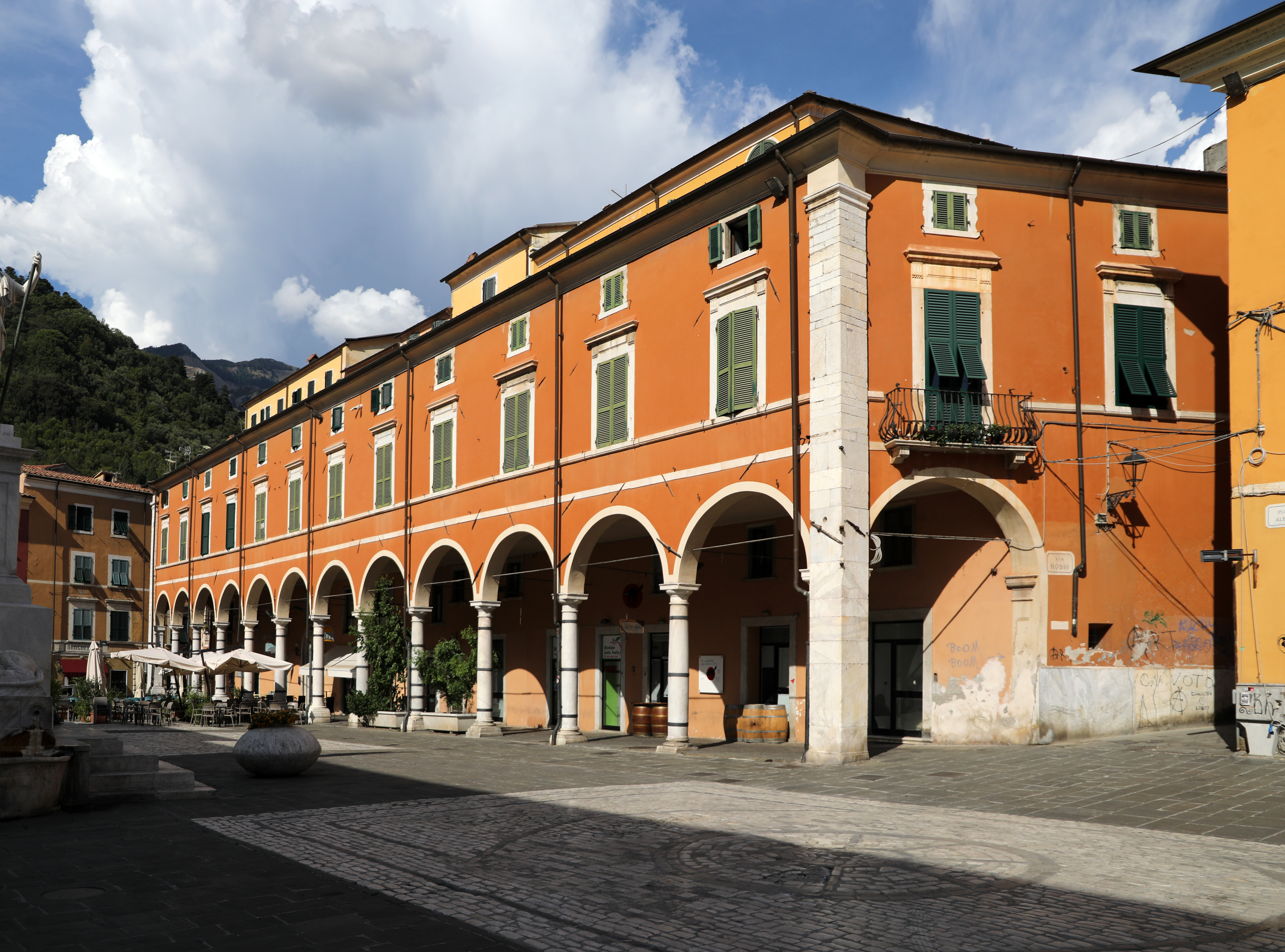
Palazzo delle Logge, con il suo ampio loggiato

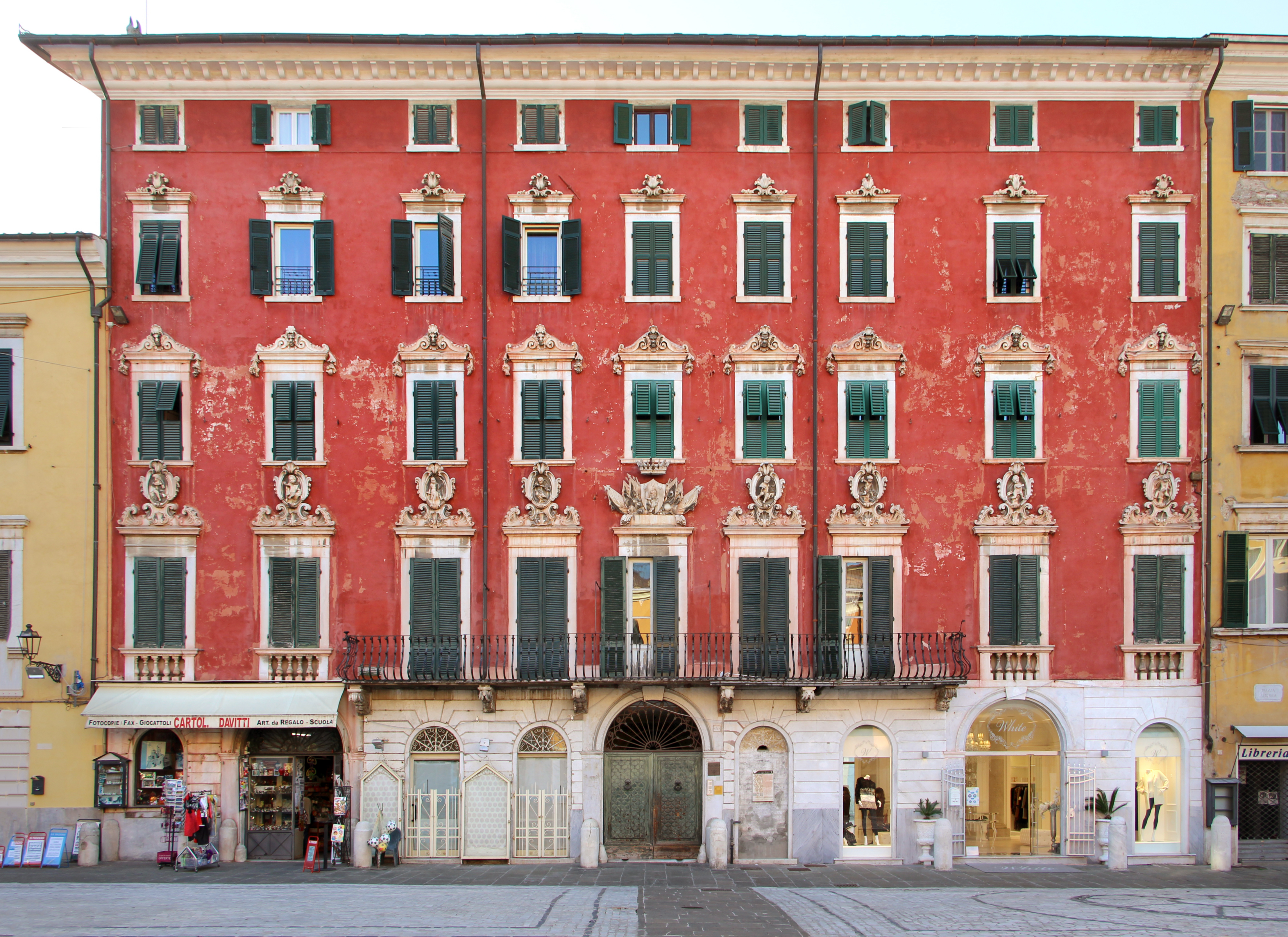
Palazzo del Medico in piazza Alberica

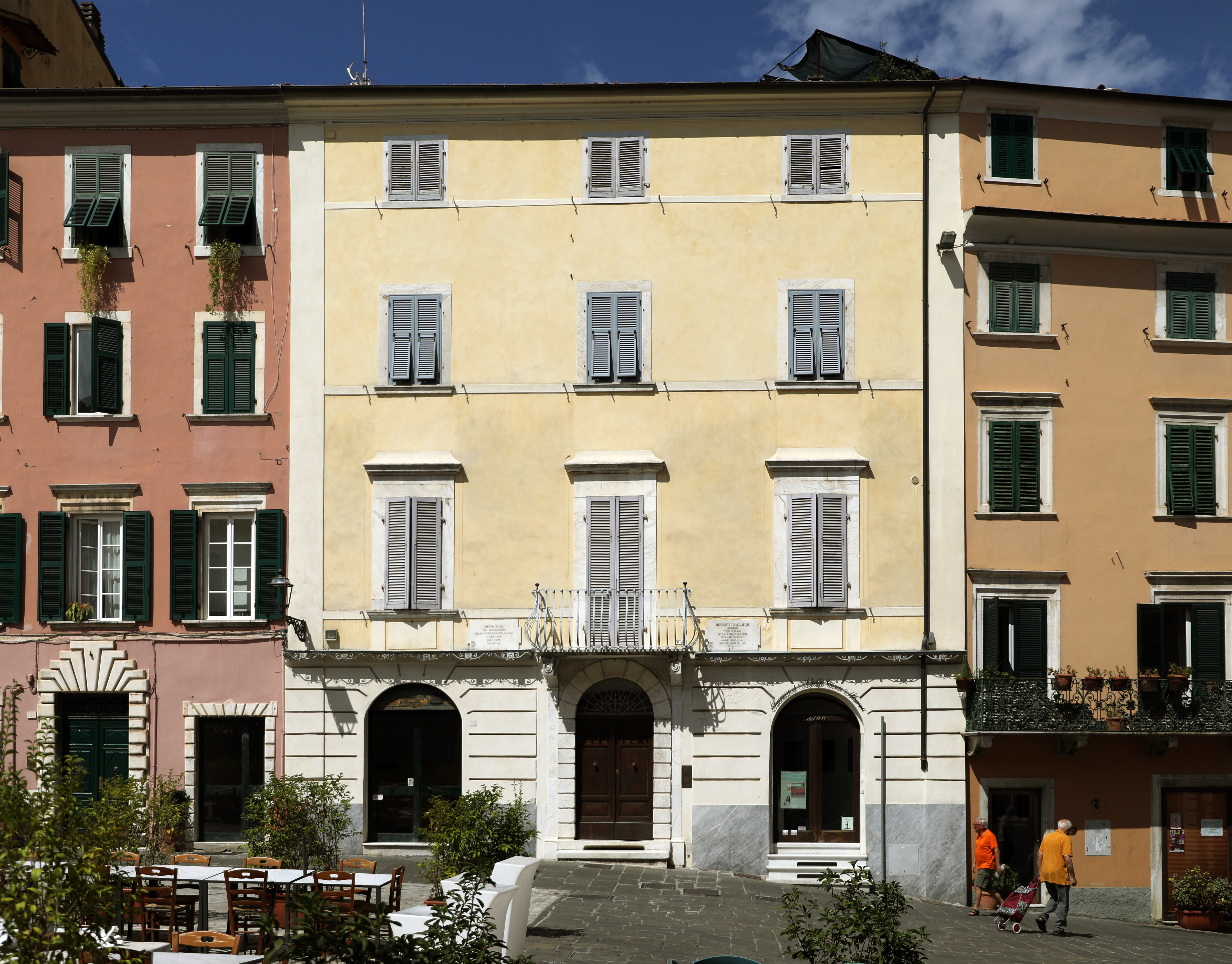
La casa natale di Pietro Tacca

Sulla piazza si affacciano vari edifici della borghesia cittadina: il Palazzo Diana (conosciuto anche come Palazzo delle Logge), il Palazzo Orsolini e il maestoso Palazzo del Medico. Vi sono inoltre edifici di minore importanza appartenenti alla famiglia Tenerani e alla famiglia Luciani.
- Palazzo Diana delle Logge, in stile rinascimentale, è stato il primo palazzo edificato dopo la costruzione della Piazza, su commissione di Iacopo Diana. È collocato a cavallo della vecchia cinta muraria sul lato est della piazza ed è caratterizzato da un ampio loggiato che occupa circa la metà dell'intera lunghezza di Piazza Alberica: 12 archi a tutto sesto sul lato lungo della piazza e un arco per ciascun lato, sostenuti da slanciate colonne marmoree. Al piano superiore si trova un lungo filare di finestre. Il palazzo fu eretto alla fine del XVI secolo da Giorgio Vasari e più tardi Alfonso Parigi lo portò a termine. Decorazioni e sistemazioni interne sono andate perdute nel tempo.
- Palazzo dei Conti del Medico, edificio di stile barocco, venne costruito su progetto dell'architetto Alessandro Bergamini ed è situato sul lato lungo ovest della Piazza. Gli interni sono ricchi di bassorilievi marmorei. La grande e maestosa facciata ha nove assi di finestre per quattro piani di altezza ed arricchita dal colore caratteristico rosso cybeo e dallo stemma di famiglia al centro. Il palazzo deve il suo nome a Fabio da Serravezza che fu il capitano delle milizie di Cosimo I de' Medici, da cui il nome "del Medico". I Del Medico furono i maggiori proprietari delle cave di Carrara e vendettero il pregiato marmo a numerose importanti famiglie d'Europa, tra i quali la famiglia reale di Spagna e per gli edifici e le ville d'Inghilterra in stile palladiano. Palazzo del Medico ospitò nel 1783 Antonio Canova e successivamente nel 1851 l'imperatrice d'Austria Maria Anna di Savoia a seguito del suo matrimonio con Ferdinando I d'Austria.
- Casa Natale di Pietro Tacca, uno dei massimi esponenti del manierismo in Toscana. La casa è posta sullo stesso lato del Palazzo del Medico e presenta un'epigrafe dedicata allo scultore che include le seguenti parole "Pietro Tacca, nell'arte scultoria scolaro poi emulo di Gian Bologna in questa casa ebbe i natali". Tuttavia alcune lettere con il tempo sono svanite e non sono più chiaramente leggibili. Nella casa morì più tardi il famoso scultore Benedetto Cacciatori, ricordato dall'iscrizione "Benedetto Cacciatori, Carrarese, visse in Milano dove illustrò il suo nome nell'arte scultoria. Morì in questa casa nel Settembre del 1871". È l'edificio più antico della piazza, poiché esisteva già all'inizio del XVI secolo sotto la denominazione di "Colombaia dei Tacca".
- Palazzo dei Conti Orsolini, ubicato nell'angolo sud-est della piazza. Il palazzo è arricchito da un pregevole portale barocco e sovrastato dallo stemma di famiglia appartenente allo stesso stile architettonico.
- Palazzo dei Conti Luciani, sito in Via Alberica venne costruito nel XVIII secolo dalla nobile famiglia dei Luciani. È di architettura barocca e costituito da un portale molto decorato, sormontato da mensole scolpite che reggono un terrazzo. Le finestre sono ricche di ornamenti marmorei figuranti cornucopie e motivi floreali. L'architettura del palazzo è parzialmente incompiuta nell'ultimo piano.
- Palazzo Fabbricotti, costruito nel XVIII secolo su commissione della famiglia Tonetti ed in seguito acquistato e fatto restaurare nel 1840 dai Fabbricotti. È costituito da un portale decorato, un arioso cortiletto interno e da una caratteristica fontana. Fu sede per molti anni della pretura.
- Palazzo delle Cariatidi, edificio appartenuto a una importante famiglia e ben mantenuto, caratterizzato da un'intera facciata di marmo. Venne costruito nel XVII secolo ed è così chiamato in virtù delle quattro cariatidi scolpite raffiguranti le quattro stagioni così disposte: la primavera, l'estate, l'autunno e l'inverno.

### Fontana della Beatrice

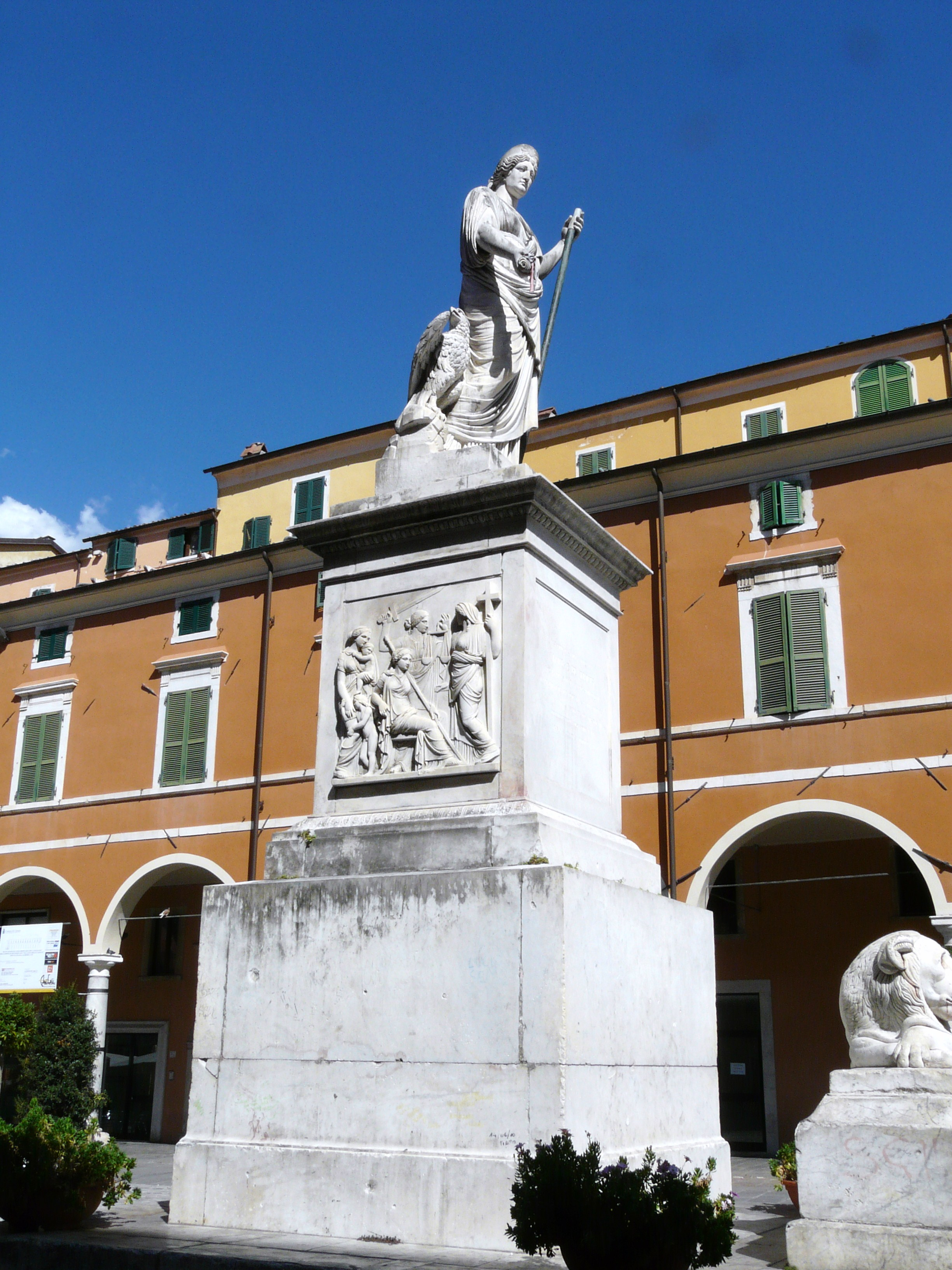
Monumento e fontana della Beatrice

Al centro della piazza si trova la Fontana della Beatrice, di impronta neoclassica. La statua che la sormonta rappresenta Maria Beatrice d'Este e fu scolpita dallo scultore carrarese Pietro Fontana. Il basamento è opera di Lorenzo Bartolini e la fontana è arricchita da bassorilievi realizzati da Matteo Bogazzi, Giuseppe del Nero e Giovanni Tacca.
Nel fronte a nord-est: bassorilievo dello scultore Matteo Bogazzi raffigurante Aronte con le Arti sorelle.
Nel fronte a sud-est: bassorilievo di Giovanni Tacca raffigurante sei figure tra le quali si possono individuare Minerva che presenta il Genio della Scultura a Carrara, a fianco del Carrione.
Nel fronte a nord-ovest: bassorilievo di Giuseppe del Nero raffigurante Maria Beatrice seduta tra figure rappresentanti Carità, Giustizia e Religione.
La Fontana venne eretta tra il 1816 e il 1824 e inaugurata l'8 novembre del 1824, dopo la caduta di Napoleone e il ritorno della sovrana precedente, appunto Maria Beatrice d'Este. Fontana si ispirò all'iconografia di Giunone e la statua venne completata da una fontana con una vasca sormontata da una sfinge stilizzata accovacciata, copia di un soggetto presente nelle collezioni egizie del Louvre. Tuttavia l'opera è rimasta incompleta rispetto al progetto originale.
Escludendo le fontane e il Nettuno albericiano, realizzato con materiali di reimpiego, si tratta del primo monumento pubblico realizzato in città.
Gabriele D'Annunzio dedicò un canto a Carrara scrivendo:
(Gabriele D'Annunzio, Laudi, s. II)